# Lore Segal
Lore Segal, nacida Lore Groszmann (Viena, Primera República de Austria, 8 de marzo de 1928-Manhattan, Nueva York, 7 de octubre de 2024) fue una novelista, traductora, profesora y autora de libros infantiles estadounidense. Su libro Shakespeare's Kitchen fue finalista para el Premio Pulitzer en 2008.

## Primeros años
Hija única, Segal nació en Viena, Austria, en el seno de una familia judía de clase media. Su padre era jefe contable de un banco y su madre, ama de casa. 
Cuando Hitler se anexionó Austria en 1938, el padre de Segal se encontró sin trabajo y amenazado. Solicitó emigrar a Estados Unidos, y en 1939 Segal se unió a otros niños en la misión de rescate Kindertransport, buscando refugio en Inglaterra. Su número era el 152. Antes de partir, su padre le dijo: "Cuando llegues a Inglaterra y te encuentres a un inglés, dile 'por favor, saca a mis padres y a mis abuelos y a mi tío Paul de allí'". Segal se tomó la tarea con una gran seriedad infantil. "Me parecía que era algo que debía hacer constantemente, constantemente. Algo que debería estar haciendo, sin hacer nada más... Cuando me sorprendía riendo, se me paraba el corazón de pensar que estaba de broma en lugar de pidiéndole a alguien que salvara a mis padres", dijo Segal en una entrevista.
Aunque Segal apenas sabía inglés cuando llegó, fue capaz de aprender en seis semanas. Hizo campaña para salvar a sus padres sin descanso, escribiendo una carta detrás de otra al comité de refugiados judíos y a varias autoridades inglesas. El mismo día en que cumplió once años, sus padres llegaron a Inglaterra con un visado para trabajar como personal doméstico. 
Sin permiso para residir con sus padres en sus lugares de trabajo, Segal vivió con diferentes familias de acogida, cinco en total. Esta experiencia la inspiró a la hora de escribir. "No puedo imaginar otra situación en la que puedas experimentar cómo funciona el sistema de clases en Inglaterra. El fabricante de muebles judío en Liverpool, la señora que daba empleo a mi madre en Kent, el fogonero del tren, la familia del lechero. La baja nobleza, los acomodados de Guilford. Quiero decir, ¿quién puede ser el niño de tantas casas, del norte al sur de Inglaterra, y además experimentar cómo se vive siendo miembro del servicio doméstico? Ni un turista, ni un visitante, sino un miembro de una clase totalmente diferente... Yo era un antropólogo, contra mi voluntad", contó años más tarde.
Sus padres de acogida ingleses no parecían entender la situación en Austria y un día, cansada de sus preguntas, Segal encontró un cuaderno morado y empezó a escribir, llenando treinta y seis páginas en alemán. Fue el principio de una novela que terminaría escribiendo en inglés, Other People´s Houses.
"Cuando dejas atrás a tus padres puedes hacer dos cosas", dijo Segal en una entrevista, "o gritas de miedo, o piensas 'guau, me voy a Inglaterra, esto va a ser una aventura', y eso es lo que hice yo".
A pesar de su condición de refugiado, el padre de Segal fue considerado como un extranjero germano parlante, e internado en la Isla de Man, donde sufrió varios derrames cerebrales. Murió apenas unos días antes de que la guerra terminara. Entonces Segal se mudó a Londres con su madre, y acudió al Bedford College for Women, parte de la universidad de Londres, gracias a una beca. En 1948 se graduó con honores en literatura inglesa.
En 1951, después de tres años en la República Dominicana, consiguió su visado para Estados Unidos. Segal y su madre se mudaron a Washington Heights, en Nueva York, donde compartieron un apartamento de dos dormitorios con su abuela y su tío. 
Segal y su madre, Franzi Groszmann, aparecieron en el documental En brazos de un extraño. El traslado de los inocentes (2000), dirigido por Mark Jonathan Harris, que ganó el Premio de la Academia al Mejor Documental en ese mismo año. De entre todos los padres que metieron a sus hijos en el programa Kindertransport, la madre de Segal fue la última en morir: en 2005, a la edad de ciento un años.

## Carrera
Cuando llegaron a Estados Unidos, Segal y su madre empezaron a hablarse mutuamente en inglés.
Segal trabajó como archivera y más tarde como recepcionista. En esta época estaba escribiendo constantemente, hasta el punto de que la escritura empezó a interferir con su trabajo. "Cuando debía ir a tomar algún recado, preguntaba '¿puedo al menos terminar esta frase?' y me despidieron", recordaba Segal. Su siguiente trabajo, como diseñadora textil, al menos le permitía estar cerca de la biblioteca pública de Nueva York.
Empezó a enviar historias sobre su experiencia como refugiada a The New Yorker, y a recibir cartas de rechazo a cambio. En 1965, Commentary le publicó su primera historia. La siguiente vez que envió una historia a The New Yorker añadió una nota que decía: "A quien está ahí: sé que hay una mano que sigue escribiendo 'lo sentimos' al final de mis cartas de rechazo". Esta vez recibió una carta de aceptación, junto con una propuesta para escribir una serie de historias sobre refugiados. Esta serie de relatos se convertiría más tarde en su primera novela, Other People's Houses.
En 1961, se casó con David Segal, un editor de Knopf que murió apenas nueve años después de la boda. Juntos tuvieron dos hijos, Beatrice y Jacob. Segal empezó a escribir historias para sus hijos que más tarde llegó a publicar, entre ellas Tell Me a Mitzi. Colaboró con el ilustrador y amigo Maurice Sendak, con el que publicó una actualización de los cuentos de hadas de los hermanos Grimm, The Juniper Tree and Other Tales from Grimm. 
Entre 1968 y 1996, Segal fue profesora de escritura en la School of Arts de la universidad de Columbia, Princeton, Bennington Collegue, Sarah Lawrence, la universidad de Illinois en Chicago y la universidad estatal de Ohio, de la que se retiró en 1996. Actualmente enseña en 92 Y.
En 1964 Segal publicó su primera novela, Other People's Houses, que tuvo una gran acogida. A partir de las historias de refugiados publicadas en The New Yorker, a las que añadió algunas más, Segal ficcionalizó su experiencia creciendo en cinco hogares ingleses diferentes, desde los acomodados judíos ortodoxos de la familia Levine hasta la familia obrera de los Hooper. 
Mientras escribía su siguiente novela, que le llevó dieciocho años, Segal se tomó un descanso para escribir Lucinella, un relato extravagante que mostraba la vida de los poetas de Nueva York a través de los ojos de una heroína efervescente. Dentro de la obra de Segal, esta novela se considera experimental, con toques de realismo mágico. "Empezó como una broma, una broma que acabó siendo muy seria... Creo que no habría sido capaz de escribirla si no la hubiera concebido como un interludio. Fui más atrevida porque era algo que estaba haciendo mientras organizaba mi vida, mientras tomaba fuerzas. Además, una ha leído a García Márquez, ¿no? Y de pronto te das cuenta de todo lo que puedes hacer. Todo el mundo hablaba del realismo mágico con el ceño fruncido, mientras que yo pensaba oh, es genial, me encanta. Puedes hacer todo lo que te apetezca", dijo Segal en una entrevista. El libro se publicó finalmente en 1976 y en 2009 después fue reeditado por Melville House Publishing, dentro de su colección Art Of The Contemporary Novella.
En 1985, Segal publicó Her First American, que The New York Times alabó, diciendo: "Lore Segal puede haber estado más cerca que nadie de escribir la Gran Novela Americana". Cuenta la historia de Ilka Weissnix, una refugiada judía de la Europa nazi, y su relación con Carter Bayoux, un intelectual negro de mediana edad, "su primer americano". Para el personaje de Bayoux, Segal se inspiró en su amigo Horacio R. Cayton Jr. Por esta novela, Segal recibió un premio de la American Academy of Art and Letters. 
Shakespeare Kitchen, publicada en 2007, fue finalista del premio Pulitzer. Está compuesta de trece historias, cada una siguiendo a un miembro del instituto Concordance, un think tank de Connecticut en el que Ilka Weissnix (ahora Ilsa Weisz) es profesora. 
Su última novela, Half the Kingdom (publicada en castellano como Los centenarios) fue publicada por Melville House en octubre de 2013. 
Con respecto a su trabajo, Segal ha dicho, "quiero escribir sobre algo –en medio de todo el desaguisado en que consiste ser humano– que sea permanente, algo sobre lo que Adán y Eva habrían tenido las mismas experiencias. Realmente estoy menos interesada en el cambio social". Sus novelas tratan a menudo sobre el proceso de asimilación: un refugiado llegando a un nuevo país que se convertirá en su hogar (como en Her First American), o una poeta que se encuentra asentada sobre un mundo literario en constante movimiento (como en Lucinella). En su prólogo a Shakespeare's Kitchen, Segal escribió: "Estaba pensando sobre nuestra necesidad no solo de familia, amor y amigos, sino también de tener un 'sitio' al que pertenecer: el círculo que forman los amigos, allegados y conocidos".
Segal tiene un gran número de seguidores. Entre sus admiradores se encuentran Alfred Kazin, Cynthia Ozick, Francine Prose, Michael Cunningham, Phillip Lopate Horace Paley, y Jennifer Egan.

## Vida personal
Segal vivió hasta su fallecimiento en Manhattan, en la zona conocida como Upper West Side. 

## Obras

### Novelas
- Other People's Houses (1964), publicada en castellano como En casas ajenas (Editorial Xordica, 2020. Traducción de Eva Cosculluela).[9][10]
- Lucinella (1976)
- Her First American (1985)
- Shakespeare's Kitchen (2007)
- Half The Kingdom (2013), publicada en castellano como Los centenarios (Editorial Turner, 2016. Traducción de Julia Osuna Aguilar).

### Cuentos
- "The Reverse Bug" (1989)
- "Other People's Deaths" (2006)
- "Making Good" (2008)

### Traducciones
- Gallow Songs of Christian Morgenstern (1967)
- The Juniper Tree and Other Tales from Grimm (1973)
- The Book of Adam to Moses (1987)
- The Story of King Saul and King David (1991)

### Libros infantiles
- Tell Me a Mitzi (1970)
- All the Way Home (1973)
- Tell Me a Trudy (1979)
- The Story of Old Mrs. Brubeck and How She Looked for Trouble and Where She Found Him (1981)
- The Story of Mrs. Lovewright and Her Purrless Cat (1985)
- Morris the Artist (2003)
- Why Mole Shouted and Other Stories (2004)
- More Mole Stories and Little Gopher, Too (2005)

## Premios
- Dorothy & Lewis B. Cullman Center for Scholars Fellowship, 2008
- Pulitzer Prize Finalist (Shakespeare's Kitchen, 2008)
- PEN/ O. Henry Prize Story, 2008 ("Making Good")
- Member, American Academy of Arts and Sciences, 2006
- Best American Short Story, 1989 ("The Reverse Bug")
- The O. Henry Awards Prize Story, 1990 ("The Reverse Bug")
- University of Illinois, Senior University Scholar, 1987–1990
- National Endowment for the Arts, Grant in Fiction, 1987–1988
- American Academy and Institute of Arts and Letters Award, 1986
- Harold U. Ribalow Prize, 1986
- Carl Sandburg Award for Fiction, 1985
- Artists Grant, The Illinois Arts Council, 1985
- Grawemeyer Award for Faculty, University of Louisville, 1983
- National Endowment for the Humanities, Grant in Translation, 1982
- National Endowment for the Arts, Grant for Fiction, 1972–1973
- Creative Artists Public Service Program of New York State, 1972–1973
- American Library Association Notable Book selection (Tell Me a Mitzi, 1970)
- National Council on the Arts and Humanities Grant, 1967–1968
- Guggenheim Fellowship, 1965–1966